# Верхньосамарська сільська рада
Ве́рхньосама́рська сільська́ ра́да — адміністративно-територіальна одиниця та орган місцевого самоврядування у Близнюківському районі Харківської області. Адміністративний центр — село Верхня Самара.

## Загальні відомості
- Верхньосамарська сільська рада утворена в 1924 році.
- Територія ради: 72,4 км²
- Населення ради: 1 382 особи (станом на 2001 рік)
- Територією ради протікає річка Самара.

## Населені пункти
Сільській раді були підпорядковані населені пункти:
- с. Верхня Самара
- с. Варварівка
- с. Веселе
- с. Павлівка
- с. Федорівка

## Склад ради
Рада складалася з 16 депутатів та голови.
- Голова ради: Курінний Микола Васильович
- Секретар ради: Тертишна Ольга Миколаївна

### Керівний склад попередніх скликань
| Прізвище, ім'я, по батькові | Основні відомості                                                                                  | Дата обрання | Дата звільнення |
| --------------------------- | -------------------------------------------------------------------------------------------------- | ------------ | --------------- |
| Литвин Олександр Іванович   | Сільський голова, 1955 року народження, безпартійний                                               | 26.03.2006   | 31.10.2010      |
| Курінний Микола Васильович  | Сільський голова, 1956 року народження, освіта вища, член Всеукраїнського об'єднання «Батьківщина» | 31.10.2010   |                 |

Примітка: таблиця складена за даними сайту Верховної Ради України

### Депутати
За результатами місцевих виборів 2010 року депутатами ради стали:

#### За суб'єктами висування
| Суб'єкт висування                                       | Кількість обраних депутатів | %    |
| ------------------------------------------------------- | --------------------------- | ---- |
| Партія регіонів                                         | 11                          | 68,8 |
| Комуністична партія України                             | 1                           | 6,3  |
| Політична партія Всеукраїнське об'єднання «Батьківщина» | 1                           | 6,3  |
| Політична партія «Сильна Україна»                       | 1                           | 6,3  |
| Самовисування                                           | 1                           | 6,3  |
| Соціалістична партія України                            | 1                           | 6,3  |

#### За округами
| № округу                                                | Прізвище, ім'я, по батькові       | Дата визнання обраним | Освіта  | Партійна приналежність                        | Відомості про обраного депутата                           |
| ------------------------------------------------------- | --------------------------------- | --------------------- | ------- | --------------------------------------------- | --------------------------------------------------------- |
| Комуністична партія України                             |                                   |                       |         |                                               |                                                           |
| 13                                                      | Жук Микола Петрович               | 03.11.2010            | середня | член Комуністичної партії України             | пенсіонер                                                 |
| Партія регіонів                                         |                                   |                       |         |                                               |                                                           |
| 1                                                       | Кисіль Любов Леонідівна           | 03.11.2010            | середня | член Партії регіонів                          | СТОВ "Самара", секретар                                   |
| 3                                                       | Коско Ніна Іванівна               | 03.11.2010            | вища    | член Партії регіонів                          | Верхньосамарська загальноосвітня школа I-III ст., вчитель |
| 4                                                       | Рогова Ірина Федорівна            | 03.11.2010            | середня | член Партії регіонів                          | Верхньосамарський вузол зв’язку, завідувачка              |
| 6                                                       | Захарова Наталія Анатоліївна      | 03.11.2010            | вища    | член Партії регіонів                          | тимчасово не працює                                       |
| 7                                                       | Тертишна Ольга Миколаївна         | 03.11.2010            | середня | член Партії регіонів                          | ПП "Федорченко", реалізатор                               |
| 9                                                       | Панченко Олександра Володимирівна | 03.11.2010            | середня | член Партії регіонів                          | СТОВ "Самара", завідувачка СТФ                            |
| 11                                                      | Ступка Оксана Володимирівна       | 03.11.2010            | середня | член Партії регіонів                          | СТОВ "Самара", доярка                                     |
| 12                                                      | Федорченко Олександр Миколайович  | 03.11.2010            | середня | член Партії регіонів                          | СТОВ "Самара", керуючий відділком №2                      |
| 14                                                      | Кириченко Ірина Анатоліївна       | 03.11.2010            | вища    | член Партії регіонів                          | ДНЗ с.Башилівка, завідувачка                              |
| 15                                                      | Козлов Микола Петрович            | 03.11.2010            | середня | член Партії регіонів                          | СТОВ "Самара", бригадир тракторної бригади                |
| 16                                                      | Руденко Олександр Борисович       | 03.11.2010            | вища    | член Партії регіонів                          | СТОВ "Самара", енергетик                                  |
| Політична партія Всеукраїнське об’єднання "Батьківщина" |                                   |                       |         |                                               |                                                           |
| 5                                                       | Киркач Валентина Василівна        | 03.11.2010            | вища    | член Всеукраїнського об’єднання "Батьківщина" | Верхньосамарська сільська рада, землевпорядник            |
| Політична партія "Сильна Україна"                       |                                   |                       |         |                                               |                                                           |
| 2                                                       | Вовк Тетяна Вікторівна            | 03.11.2010            | середня | член Політичної партії "Сильна Україна"       | СТОВ "Самара", бухгалтер                                  |
| Соціалістична партія України                            |                                   |                       |         |                                               |                                                           |
| 10                                                      | Шевченко Олена Георгіївна         | 03.11.2010            | середня | член Соціалістичної партії України            | приватний підприємець                                     |
| Самовисування                                           |                                   |                       |         |                                               |                                                           |
| 8                                                       | Курінна Ольга Петрівна            | 03.11.2010            | вища    | позапартійна                                  | приватний підприємець                                     |